# Jean-Jacques Schellens
Jean-Jacques Schellens, né le 13 juillet 1921 à Ixelles (province de Brabant) et mort le 22 juillet 2000 à Etterbeek (région de Bruxelles-Capitale), est un éditeur, directeur littéraire, rédacteur en chef belge, cofondateur des éditions Marabout. Il est connu comme auteur sous le nom de plume Jean Ramier.

## Biographie
Jean-Jacques Schellens naît le 13 juillet 1921 à Ixelles.
Il est fils de consul. C'est un scout fervent. Il devient chef de meute. Il étudie à l’Institut Solvay à Bruxelles d'où il sort diplômé.

L'amitié Gérard-Schellens se fissure au début des années 1970. Connu aussi sous le pseudonyme de Jean Ramier, Jean-Jacques Schellens gagne Elsevier et fonde la filiale francophone de l’éditeur scientifique néerlandais.

### Rédacteur en chef de revues scoutes (1944-1952)
Il est rédacteur en chef de revues scoutes de 1944 à 1952. Vers 1945, le commissaire scout aux relations internationales lui propose de diriger les éditions scoutes. C'est ainsi qu'il rencontre André Gérard. Les hommes se complètent : André Gérard est le patron-technicien, Schellens le directeur littéraire des Éditions Marabout, destinée à la jeunesse et aux connaissances pratiques.
Jean-Jacques Schellens anime ainsi entre autres la revue scoute Plein-Jeu et rencontre André Franquin dont il publie en 1945 les premiers dessins professionnels.
Cette revue qu'il dirige, Plein Jeu, est la revue des scouts de Belgique, et fait commencer de nombreux dessinateurs belges : Franquin, Mitacq, Peyo, Will et c'est dans Le Boy-Scout belge, le prédécesseur de Plein Jeu, qu'Hergé créa en 1926 Les Aventures de Totor, C. P. des Hannetons.
Selon Jacqueline Piatier du journal Le Monde : « Il dirige alors des revues scoutes imprimées par André Gérard. Il a la connaissance des jeunes, le souci de leur formation. Il lui suffira d'étendre le champ de son altruisme pour se trouver de plain-pied avec la culture populaire. »

### Directeur littéraire chez Marabout (1949-1971)
Dès 1949, dans la conjoncture favorable de l'immédiat après-guerre, l'imprimeur Gérard et l'éditeur Jean-Jacques Schellens s'associent pour fonder les éditions Marabout à Verviers. Jean-Baptiste Baronian : « J'ai souvent entendu dire qu'André Gérard et Jean-Jacques Schellens étaient complémentaires — quelque chose comme la tête et les jambes pour reprendre ici la formule d'usage. C'était plutôt une complémentarité de circonstance, semblable à celle que commande l'intérêt supérieur dans le monde politique [...] »
En mars 1949 à Verviers, ensemble ils éditent le premier roman de la collection « Marabout », le début d'une aventure incroyablement riche en créations artistiques mais aussi en relations humaines. Marabout est, la première maison d'édition de langue française à publir des livres au format de poche et inaugure la formule des livres de poche à bas prix, s'inspirant des pocket-books américains et mène toujours une politique éditoriale ambitieuse. Marabout se distingue par le dynamisme de ses choix éditoriaux et des stratégies de marketing qui les acompagnent, en mettant en œuvre des techniques commerciales innovantes (Placards publicitaires dans les livres eux-mêmes, republication de romans dans la foulée de la sortie des films qui les adaptent). À partir de là, les collections se multiplient. De « Marabout Géant » en 1951, qui exploite le patrimoine des classiques littéraires et du roman populaire, où sont réédités des classiques de la littérature industrielle du XIXe siècle (Sue, Féval, Ponson du Terrail). Suivi de « Marabout Service » (1952) dont les livres pratiques qui assurent son succès financier, « Marabout Fash » (1959), « Marabout Université » en 1961 ou « Marabout Fantastique » qui donne vie à cette « école belge de l'étrange », grâce à la réédition des œuvres de Jean Ray et à la publication d'anthologies. En jeunesse, les éditeurs lancent « Marabout Junior» en 1953 qui lance notamment la série des Bob Morane à la fin de l'année et la série « Mademoiselle » son pendant pour les jeunes filles en 1955, une collection « Marabout Album » également en 1954 dont les couvertures bénéficient d'une identité graphique forte avec les dessins de Pierre Joubert. Ces années voient le développement d'histoires où sont célébrés l'esprit d'aventure et le courage avec des héros qui feront date : Bob Morane, d'Henri Vernes, Nick Jordan d'André Fernez, Sylvie d'André Philippe, en de nombreux volumes. Si Marabout doit son succès, sans doute au prix de ses livres et à l'identification de ses lecteurs aux personnages de ses aventures, il le doit peut-être plus encore à la mise en place d'une « famille » une sorte de communauté virtuelle avant l'heure Marabout, avec la création du « Club international des chercheurs Marabout » en 1955 dont l'une des conditions d'accès est l'envoi à l'éditeur de bons collectés dans les ouvrages. Le catalogue s'enrichit parallèlement de produits dérivés, cadeaux-gadgets en tous genre (buvards, signets, timbres, encarts en carton pour la construction d'un avion ou d'un navire). En fin de volume, l'éditeur invente sans cesse en vue de tisser les liens, il s'adresse aux lecteurs et il leur donne la parole.

#### Bande dessinée
Mitacq illustre Seul maître à bord dans la collection « Marabout Junior » no 3 en 1953 pour son collègue et ami scout Jean-Jacques Schellens avant de projeter de lancer avec lui une bande dessinée La Patrouille des Castors. Mitacq se bat pour publier une série sur le scoutisme dans Spirou. Jean-Jacques Schellens est de l'aventure lors de la présentation du projet aux éditions Dupuis, mais Georges Troisfontaines lui préfère finalement un scénariste confirmé plutôt qu'un débutant. Ce sera Jean-Michel Charlier.
Il publie les albums de bande dessinée des aventures de Bob Morane dessinés par Dino Attanasio et scénarisés par Henri Verne de 1960 à 1964.

### Auteur sous le pseudonyme Jean Ramier
Il livre sous le pseudonyme Jean Ramier les ouvrages parus dans la collection « Marabout Flash » : Vacances sous la tente. En week-end… en séjour prolongé… (1960), Je filme. Le cinéma d'amateur. Du tournage au tirage… (1960), Je fais tout moi-même !. De l'entretien aux améliorations de la maison (1961), Voyagez mieux ! (1961) et Vacances en bateau - De l'apprentissage à la navigation (1967).

### Autres activités

#### Foire du Livre de Bruxelles
Jean-Jacques Schellens est un des fondateurs de l'ASBL Foire du Livre de Bruxelles. La première foire se solde par un succès en 1969.

#### Président de l’Association des éditeurs belges (1965-1979)
Il préside l’Association des éditeurs belges (1965-1979).

### Décès
Il meurt le 22 juillet 2000 à Etterbeek, à l'âge de 79 ans.

## Publications

### Albums de bande dessinée
- Images du scoutisme - 50 ans de calendrier FSC[16], FSC, Bruxelles, 1991
Scénario, dessin et couleurs : collectif,Préface : Stéphane Steeman. Contribution : Le témoignage de Jean-Jacques Schellens : Le scoutisme m'a tout appris !, p. 15.

### Comme auteur sous le pseudonyme Jean Ramier
- Vacances sous la tente. En week-end… en séjour prolongé…, illustrations : Lucien Meys et Henri Lievens, Verviers, Gérard & Co, coll. « Marabout Flash », no 33, 1960 (OCLC 937422135).
- Vacances sous la tente par Jean Ramier et René Drouillon. Verviers : Gérard & Co, 1966,Réédition en 1968.
- Je filme. Le cinéma d'amateur. Du tournage au tirage…, illustrations : Lucien Meys et Henri Lievens, Verviers, Gérard & Co, coll. « Marabout Flash », no 44, 1960.
- Je filme : du tournage au titrage, avec la collaboration de Jean Ramier, Georges Tacoen ; d'après les travaux techniques de Georges Baudouin, illustrations : Lucien Meys ; illustrations des chapitres : Zama, Bruxelles : Les nouvelles éditions Marabout, 1983, Edition 15e éd., 144 p. : ill. ; 12 cm, Langue français Appartient à Marabout flash ; 44  (ISBN 2-501-00478-7),Traduction en néerlandais : Ik film, traduction : B. van der Klaauw, Utrecht, A. W. Bruna & Zoon, 1965.
- Je fais tout moi-même ! De l'entretien aux améliorations de la maison, illustrations : Lucien Meys et Henri Lievens, Verviers, Gérard & Co, coll. « Marabout Flash », no 64, 1961,Rééditions en 1966, 1967, 1969. Traduction en néerlandais : Ik doe alles zelf, traduction : B. van der Klaauw. Utrecht : A. W. Bruna & Zoon, 1965.
- Voyagez mieux !, Verviers, Gérard & Co, coll. « Marabout Flash », no 75, 1961 (OCLC 1400649644).
- Vacances en bateau - De l'apprentissage à la navigation, par Jean Ramier, d'après Vacances sur l'eau de Georges Bertau, Verviers, Gérard & Co, coll. « Marabout Flash », no 249, 1967, 159 p. : couv., ill.

### Autres écrits
- L'Écrit, le livre, l'édition et les bibliothèques dans la communication d'aujourd'hui et de demain (OCLC 1009571089).
- Les Arts décoratifs : 1940-1980, Philippe Garner (créateur), Anne-Françoise Lambiotte (contributeur), Jean-Jacques Schellens (contributeur), Paul Henry Carlier (contributeur), non définie, Bordas, 1982  (ISBN 2040128581), Résumé : Fait suite à Encyclopédie visuelle des arts décoratifs 1890-1940, du même auteur. (OCLC 1009417012)
- Jean-Jacques Schellens (dir.) et Pascal Vrebos (avec des anecdotes de), Chronique de la Foire internationale du livre : Bruxelles 1969-88 : 20 foires et leur histoire, Foire internationale du livre de Bruxelles, 1988 (OCLC 1009572452, présentation en ligne).

## Postérité
Le dessinateur Mitacq a donné au personnage de Faucon discret — un scout belge de 15 ans, l'intellectuel du groupe, toujours plein d'idées — de la série La Patrouille des Castors, le physique inspiré de Jean Jacques Schellens.
Le troisième tome des nouvelles aventures de Ric Hochet dessiné par Simon Van Liemt et scénarisé par Zidrou intitulé Comment réussir un assassinat publié aux éditions Le Lombard en 2018 conte l'enquête sur un plagiat de collection « Marabout Flash » Comment réussir un assassinat et se resserre autour du personnel de l'imprimerie des éditions Marabout et les auteurs qui ont tous de bonnes raisons d’en vouloir à leur patron Gérard André et à son second Scheppens.
André Franquin : 

« J’ai publié des illustrations dans une revue scoute, Plein-Jeu, qui était dirigée par un bonhomme formidable. Il s’appelait Jean-Jacques Schellens et il est devenu, par la suite, un véritable monument de l’édition en Belgique (il a créé la collection « Marabout Flash », lancé Bob Morane, les « Marabout-Université », etc.). Il débordait d’astuce pour animer les revues scoutes. Moi qui n’avais jamais mis les pieds chez les scouts ! »

#### Livres
: document utilisé comme source pour la rédaction de cet article.
- Bruno Peeters, « Entretien avec Jean-Jacques Schellens », dans Henri Vernes, Bruxelles, Claude Lefrancq, coll. « Dossier Phénix » (no 4), 1996, 442 p., ill. ; 21 cm (ISBN 9782871532347 et 2-87153-234-6, OCLC 465593519, présentation en ligne).
- Pierre Stéphany, 1000 photographies pour découvrir le XXe siècle des Belges, Tournai, La Renaissance du livre, coll. « Beaux Livres Du Patrimoine », 2002, 320 p., ill. ; 26 cm (ISBN 9782804606817 et 2804606813, OCLC 495468883, présentation en ligne), p. 216. .
- Michel Defourny et Luc Pinhas (dir.), Situations de l'édition francophone d'enfance et de jeunesse, Paris, L'Harmattan, mai 2008, 343 p., 22 cm (ISBN 9782296057999 et 2296057993, OCLC 1400888937, présentation en ligne), p. 27-28. .
- Anthony Glinoer, La littérature frénétique, Paris, Presses universitaires de France, coll. « Les Littéraires », 2009, 274 p. (ISBN 978-2-13-057749-2 et 2-13-057749-0, OCLC 436028928, présentation en ligne). .
- Jean-Baptiste Baronian, Dictionnaire amoureux de la Belgique, Plon, coll. « Dictionnaire amoureux », 8 octobre 2015, 720 p., ill. ; 20 cm (ISBN 978-2259223171 et 2259223176, OCLC 936076966, lire en ligne). .
- Sylvain Lesage, L’effet livre. Métamorphoses de la bande dessinée, Tours, Presses universitaires François-Rabelais, coll. « IconoTextes », 2019, 432 p., ill. (ISBN 978-2-86906-720-2, présentation en ligne), p. 309. .

#### Périodiques
- Louis Cance, « Remember Jean-Jacques Schellens », Hop !, Aurillac, AEMEGBD, no 88,‎ octobre 2000 (ISSN 0768-9357).
- Louis Cance, « Remember Schellens (errata) », Hop !, Aurillac, AEMEGBD, no 90,‎ juin 2001 (ISSN 0768-9357).

#### Articles
- Antoine de Gaudemar, « Enquête : An 2000. Les objets du siècle. Livre de poche. Au début fut Marabout, petit poucet belge. », Libération,‎ 27 mars 1999 (lire en ligne, consulté le 11 juin 2024).
- Jean-Claude Vantroyen, « L'éditeur est mort à 79 ans Jean-Jacques Schellens avait inventé la palette et le style Marabout », Le Soir,‎ 26 juillet 2000 (lire en ligne , consulté le 11 juin 2024).
- « Un jour dans l'histoire : Marabout, "ces ouvrages à bande jaune sont dans le grenier de nos parents et de notre mémoire collective" », La Première,‎ 29 septembre 2021 (lire en ligne, consulté le 11 juin 2024).